# 五桥街道
五桥街道，是中华人民共和国重庆市万州区下辖的一个乡镇级行政单位。

## 行政区划
五桥街道下辖以下地区：
五间桥社区、香炉山社区、万石桥社区、石人社区、龚家社区、民安社区、莲花社区、民强村和回龙村。